# Леві Володимир Львович
Володимир Львович Леві (рос. Влади́мир Льво́вич Леви́, нар. 18 листопада 1938, м. Москва) — радянський та російський лікар-психотерапевт, психолог; письменник, художник і музикант. Автор наукових робіт і популярних книг з психології та медицини, художньої прози, віршів і пісень, оформлювач власних книг.

## Біографія
Народився 18 листопада 1938 року в м. Москві (РРФСР, СРСР). У дитинстві займався музикою, захоплювався боксом, став кандидатом у майстри спорту.
Батько його — доктор технічних наук і професор Леві Лев Ізраїлевич, котрий походив з єврейської землеробської колонії Новополтавки Херсонської губернії (Україна).
Мати його — Олена Аркадіївна Клячко, уродженка Антверпена (з родини емігрантів), працювала інженером-хіміком (Володимир Леві до 16 років носив українське прізвище від матері — Клячко Володимир).
Володимир Леві, доктор медичних і психологічних наук.
У 1961 р. закінчив Перший московський медичний інститут, і згодом аспірантуру при кафедрі психіатрії там же; працював лікарем швидкої допомоги, працював координатором і лікарем-психіатром у лікарні імені П. П. Кащенко (Московська психіатрична лікарня № 1), потім — психотерапевтом.
Працював науковим співробітником Інституту психіатрії (Всесоюзний науково-методичний суїцидологічний центр професора А. Г. Амбрумової) Міністерство охорони здоров'я РРФСР, де став одним із засновників нового напрямку психологічної медицини: суїцидології — вивчення і профілактики самогубств, брав участь у створенні «телефону довіри» і кризового стаціонару.
Спільно з А. Г. Амбрумовою працював над дослідженням психологічних аспектів пресуїциду (1974), як «стану особистості з підвищеною ймовірністю скоєння суїцидального акту». Займався питаннями адиктивної поведінки, психології музичного сприйняття і музикотерапії. В. Л. Леві і Л. З. Волков в 1970 році дали опис трьох типів патологічної сором'язливості підлітків: шизоїдно-інтровертований, псевдошизоїдний та психостенічний
Працював в галузі наукової та практичної психології в Інститутах психології Російської Академії Наук і Академії освіти; займався проблемами виховання дітей, психотерапією дітей та підлітків, психологічною допомогою сім'ям, психотерапією екстремальних станів і криз особистості, психологією мистецтва. Автор більш ніж 60 наукових праць, котрі перекладалися різними мовами.
Великої популярності серед радянської інтелігенції кінця 1960-х, 1970-ті роки набули психологічні практики та психотехніки, і особливо книги молодого Володимира Леві, які пережили декілька перевидань:
- «Полювання за думкою: Нотатки психіатра» (1967, 1971)
- «Я і Ми» (1969, 1973)
- «Мистецтво бути собою» (с підзаголовком: індивідуальна психотехніка; 1973, 1977, 1990).

З 1974 р. член Спілки письменників. Один зі співзасновників Європейського Культурного Клубу. Співзасновник, разом з російськими психологами Свіяшем, Норбековим, Козловим, Ваґіним, Міжнародної асоціації професіоналів розвитку особистості.
У 1980-і роки займався педагогічною психологією. Протягом багатьох років співпрацював з журналом і видавництвом «Сім'я і школа» (рос. Семья и школа).
Українською мовою у 1991 р. вийшла книжка В. Леві «Нестандартна дитина» (рос. вид. — 1983).
Здійснює психотерапевтичну практику, займається науковою та літературною роботою. З 2005 року — автор і ведучий популярної радіопрограми «Музична аптека». В січні 2007 року записи передач «Музикальна аптека», а також книги «Самотній друг самотніх» і «Ліки від ліні», надсилались на Міжнародну космічну станцію.
Одружений, п'ятеро дітей.

## Праці та твори
- (рос.)Охота за мыслью: Заметки психиатра. — М., «Молодая гвардия», 1967, 1971.
- (рос.)Я и Мы. — М., «Молодая гвардия»,. — 1969, 1973.
- (рос.)Искусство быть собой. — 1973, 1977, 1990. «In Touch & In Tune» (2010) «Искусство быть собой» в переводе на английский язык (переводчица доктор русской словесности Мишель Макгрэт) [Архівовано 14 липня 2014 у Wayback Machine.];
- (рос.)Искусство быть другим. — 1980, 1993.
- (рос.)Разговор в письмах. — 1982, 1993.
- (рос.)Нестандартный ребёнок. — 1983, 1988, 1996.
- (рос.)Цвет судьбы. — 1988.
- (рос.)Везёт же людям (1988)
- (рос.)Исповедь гипнотизёра (в 3-х тт.) — М., «Семья и Школа», 1993.
- (рос.)Как воспитывать родителей, или Новый нестандартный ребенок.
- (рос.)Зачёркнутый профиль (2000)
- (рос.)Приручение страха (2002)
- (рос.)Вагон удачи (2002)
- (рос.)Травматология любви (2003)
- (рос.)Семейные войны (2003)
- (рос.)Ближе к телу (2003)
- (рос.)Новое «Искусство быть другим» (обновлённое дополненное издание, 2003)
- (рос.)Ошибки здоровья. — М., изд-во «Торобоан», 2004.
- (рос.)Куда жить? (2004)
- (рос.)Ошибки здоровья (2004)
- (рос.)Наёмный бог (2005)
- (рос.)Лекарство от лени (2005)
- (рос.)Одинокий друг одиноких (2006)
- (рос.) Новый «Нестандартный Ребёнок» (обновлённое дополненное издание, 2006)
- (рос.)Не только депрессия, охота за настроением (2007)
- (рос.)Направляющая сила ума (2008)
- (рос.)Кважды Ква (2008) — книга стихов, песен и сказок для детей
- (рос.)Комическая атака (2009)
- (рос.)Коротко о главном (2010)
- (рос.)«Memento, Песнь уходящих [Архівовано 26 квітня 2016 у Wayback Machine.]» (2011)
- (рос.)Куда жить (2012)